# Ramlaklint/Uvaberget
Ramlaklint/Uvaberget este o arie protejată (arie specială de conservare — SAC, sit de importanță comunitară — SCI, arie de protecție specială avifaunistică — SPA) din Suedia întinsă pe o suprafață de 25,1 ha, integral pe uscat.

## Localizare
Centrul sitului Ramlaklint/Uvaberget este situat la coordonatele 57°50′53″N 14°25′06″E / 57.848°N 14.4183°E.

## Înființare
Situl Ramlaklint/Uvaberget a fost declarat arie de protecție specială avifaunistică în decembrie 1996 pentru a proteja 1 specie de plante și 4 specii de animale. Alte tipuri de protecție:
- sit de importanță comunitară (în ianuarie 1997)
- arie specială de conservare (în martie 2011)[1][3][4]

## Biodiversitate
Situată în ecoregiunea boreală, aria protejată conține 1 habitat natural: Taiga vestică.
La baza desemnării sitului se află mai multe specii protejate:
- plante (1): Buxbaumia viridis
- păsări (4): minunița (Aegolius funereus), cocoșul de mesteacăn (Bonasa bonasia), ciocănitoare neagră (Dryocopus martius), ciuvică (Glaucidium passerinum)